# 山口県道9号徳山徳地線
山口県道9号徳山徳地線（やまぐちけんどう9ごう とくやまとくぢせん）は、山口県周南市金峰（みたけ）と山口市徳地山畑を結ぶ県道（主要地方道）である。

## 概要
狭い山道の続く路線。大型車の通行が困難な箇所も多く、中国自動車道の徳地IC - 鹿野IC間を併走する。

### 路線データ
- 起点：周南市金峰（国道434号交点）
- 終点：山口市徳地山畑（国道376号交点）

## 歴史
本路線はかつて山口鹿野線（1954年 - 1965年）、山口徳山線（1972年 - 1976年）という名称だったことがある。なお、1965 - 1972年は山口都濃線だった。

### 年表
- 1993年（平成5年）5月11日 - 建設省から、県道徳山徳地線が徳山徳地線として主要地方道に指定される[1]。

## 地理

### 通過する自治体
- 周南市
- 山口市

### 交差する道路
| 交差する道路                                       | 市町村名 | 交差する場所   | 交差する場所 |
| -------------------------------------------------- | -------- | -------------- | ------------ |
| 国道434号                                          | 周南市   | 金峰（みたけ） | 起点         |
| 山口県道41号下松鹿野線                             | 周南市   | 金峰           |              |
| 山口県道・島根県道12号鹿野吉賀線                   | 周南市   | 鹿野下         |              |
| 国道315号 山口県道・島根県道3号新南陽津和野線 重複 | 周南市   | 鹿野中         | 田原交差点   |
| 山口県道180号串夜市線                              | 山口市   | 徳地鯖河内     |              |
| 山口県道192号串戸田線                              | 山口市   | 徳地串         |              |
| 国道376号 国道489号 重複                           | 山口市   | 徳地山畑       | 終点         |

### 沿線にある施設など
- 周南市鹿野図書館
- 中国自動車道鹿野SA（上り線のみ利用可能 (7:00 - 22:00)、周南市鹿野中）
- 山口市串支所